# Tušimice
Tušimice (německy Tuschmitz) jsou malá vesnice, část města Kadaň v okrese Chomutov. Nachází se asi 4,5 kilometru východně od Kadaně. Vedla tudy železniční trať Březno u Chomutova – Kadaň-Prunéřov. V roce 2011 zde trvale žilo 142 obyvatel.
Tušimice je také název katastrálního území o rozloze 20,88 km². V katastru leží také elektrárna Tušimice II a před svou likvidací zde stála i elektrárna Tušimice I.

## Název
Název vesnice je odvozen ze jména Tušima ve významu ves lidí Tušimových. V historických pramenech se jméno vesnice vyskytuje ve tvarech Tussiemycz (1352), de Thuschmicz (1368), in Tussimicz (1410), Tussemicze (1431), in Tussenniczi (1449), in Tussnieczich (1466), Tussmicze (1606), Tussnicze (1629) nebo Tuschmitz (1787).

## Historie
U vesnice se nacházel vrch s nadmořskou výškou 310 metrů tvořený porcelanitem. Na jeho výběžku byl archeologickým výzkumem nalezen pravěký hrob kultury se šňůrovou keramikou, keramické střepy a sídlištní jámy z období únětické kultury. Je možné, že v době na rozhraní únětické a mohylové kultury, bylo místo opevněno příkopem. Lokalita zanikla v důsledku těžby uhlí.
V roce 1963 proběhl u vesnice archeologický výzkum, který na ploše jednoho hektaru odkryl desítky pravěkých šachet, ve kterých se před šesti tisíci lety těžil křemenec.

### Středověk a novověk
První písemná zmínka o Tušimicích pochází z roku 1352, ale podle německojazyčné vlastivědné literatury vesnice existovala už před rokem 1261.
Nejméně do poloviny sedmnáctého století byly Tušimice rozděleny na dvě části. Jedna původně patřila k perštejnskému panství pánů ze Šumburka. Když se roku 1431 dělili bratři Aleš a Vilém o majetek, připadla tato část k Vilémem nově založenému hradu Šumburk. S ním ji v roce 1449 získal Vilém z Ilburka a o čtyři roky později ji prodal Fictumům. Nejspíše ještě ve druhé polovině patnáctého století byl jejich díl vsi připojen Mikulášem II. Hasištejnským z Lobkovic k hasištejnskému panství. To roku 1606 koupil Linhart Štampach ze Štampachu, kterému v té době patřilo panství Ahníkov. Jeho syn Linhart mladší ze Štampachu přišel o majetek za účast na stavovském povstání v letech 1618–1620. Ahníkov potom i s Tušimicemi roku 1623 koupil Jaroslav Bořita z Martinic.

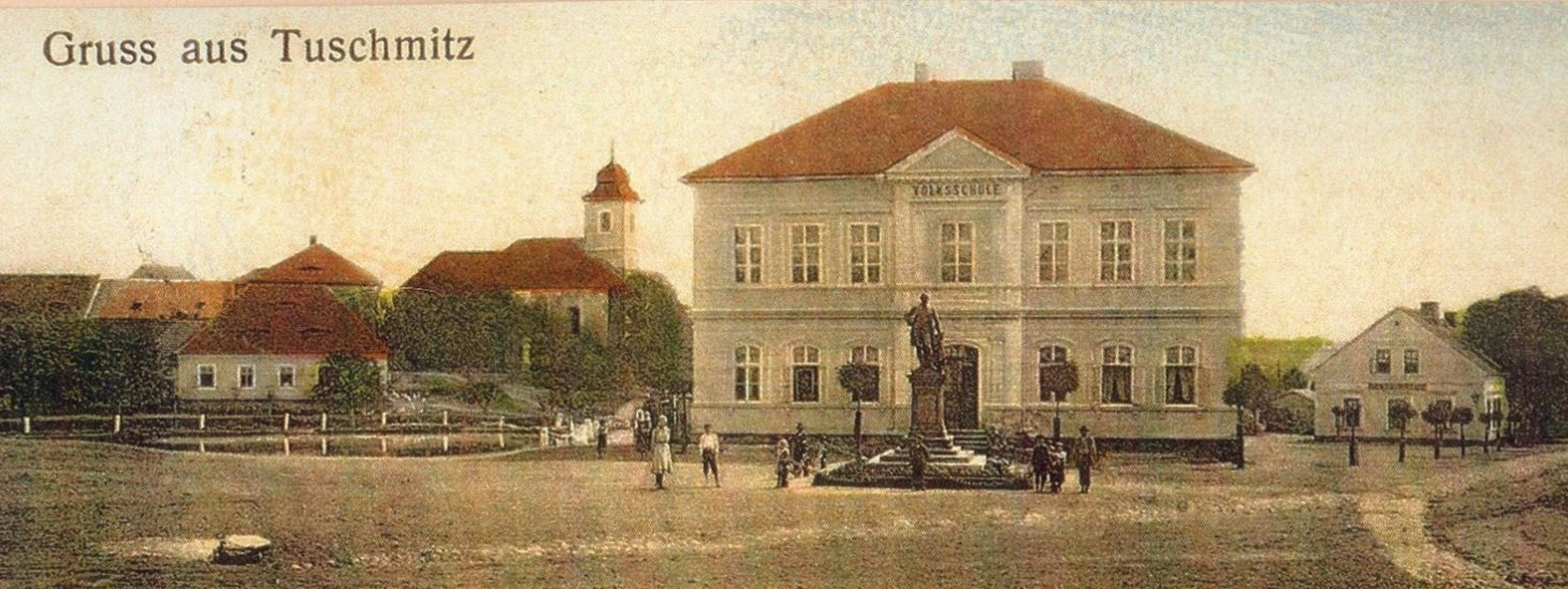
Škola a kostel sv. Michaela na historické pohlednici

Majitelem druhé části vesnice býval grünhainský klášter. Roku 1536 zanikl, jeho majetek získal hrabě Albrecht Šlik a dlouhou dobu se o něj soudil se saským kurfiřtem. Spor nakonec dopadl ve prospěch hraběte Šlika, který původně klášterní majetek později postoupil královské komoře. Od ní jej získal do zástavy Bohuslav Felix Hasištejnský z Lobkovic, majitel Chomutova. Při prodeji chomutovského panství roku 1606 byla příslušná část Tušimic oceněna na poměrně nízkou částku 3 416 kop a 31 grošů a stala se částí poláckého panství. Podle berní ruly z roku 1654 v této části žilo devět sedláků, šest chalupníků a tři rodiny bez majetku. Sedlákům patřilo celkem 39 potahů, 25 krav, 36 jalovic, 84 ovcí, 71 prasat a dvě kozy. Chalupníci měli jen šest potahů, deset krav, šest jalovic, 22 ovcí, osmnáct prasat a jednu kozu. Jedenz nich provozoval hospodu a dva pracovali jako krejčí. Pěstování pšenice a žita na úrodných polích spolu s chovem dobytka představovaly hlavní zdroj obživy obyvatel.
Martinicům se podařilo spojit obě části Tušimic, které poté podle Tereziánského katastru patřily ke spojenému panství Ahníkov – Prunéřov.

### Devatenácté století

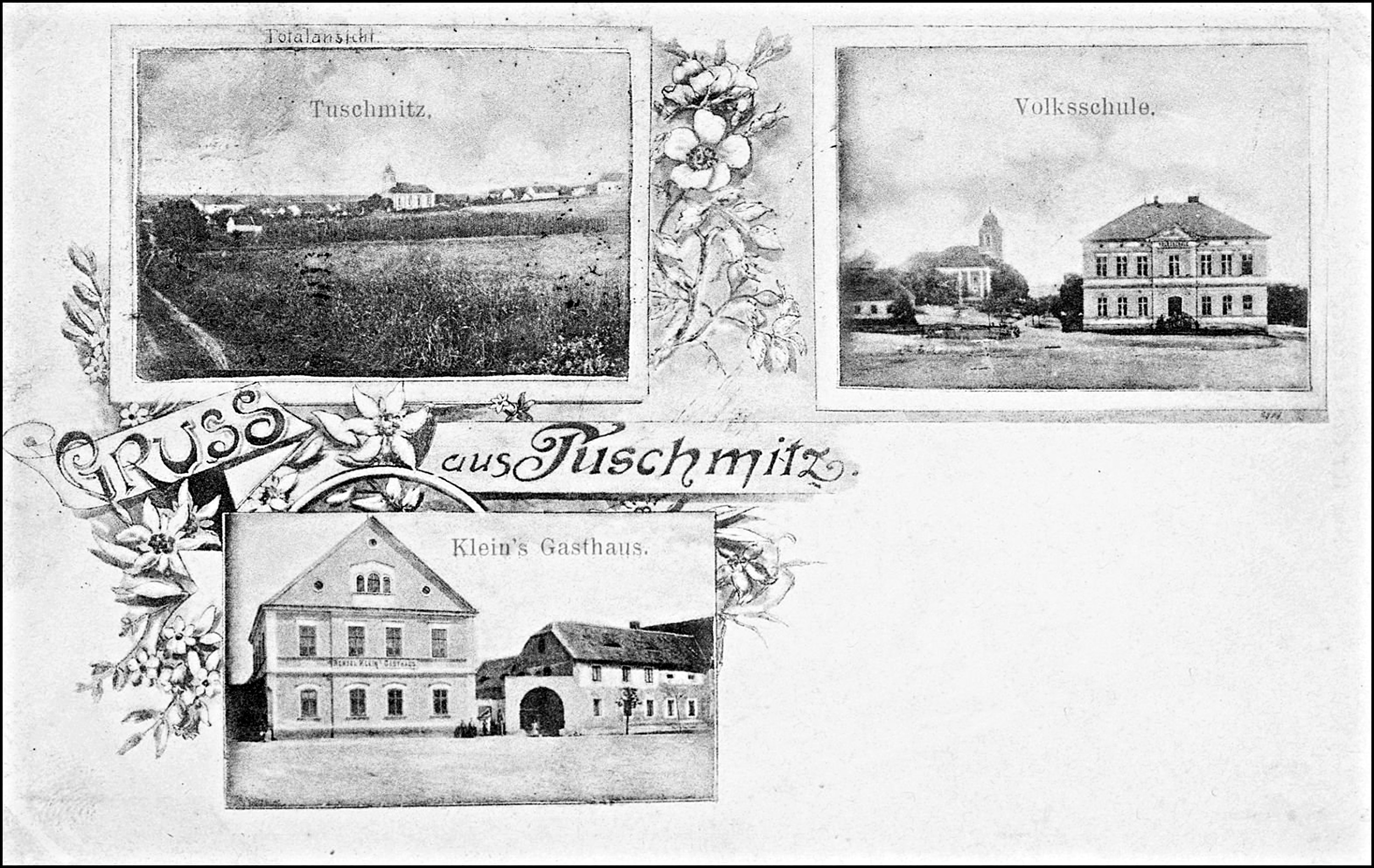
Pohlednice z roku 1901

V polovině padesátých let devatenáctého století byly u Tušimic otevřeny malé hnědouhelné doly Antonín Florián, Ferdinand a Karel Josef s roční produkcí 150–600 tun uhlí. Ještě před nimi se uhlí těžilo také ve starším dole Michal Prokop. Na konci šedesátých let nechal kníže Josef Osvald Thun otevřít asi jeden kilometr severovýchodně od vesnice důl Josef Oswald. V nejlepším období v něm pracovalo padesát horníků, kteří sedmdesát metrů hlubokou šachtou dobývali zejména prostřední ze tří uhelných slojí. Uhlí se prodávalo ve stanicích železniční trati z Března do Plzně. Do ukončení provozu se v dole vytěžilo asi 400 000 tun uhlí. Druhým významným tušimickým podnikem byl důl Jan otevřený v roce 1919. Vzhledem k vysokému sklonu části hlavní sloje byla výtěžnost dolu nízká, a ten byl v roce 1927 uzavřen při celkové produkci asi 150 000 tun uhlí.
Učitel v Tušimicích býval už roku 1748. Školní budova pocházela z roku 1883 a zdejší školu navštěvovaly také děti z Prahel, Vrchnice a Lužice. Vznikly zde také česká škola a mateřská škola. Od sedmdesátých let devatenáctého století měly Tušimice vlastní zastávku na železniční trati z Března do Prunéřova.

### Dvacáté století

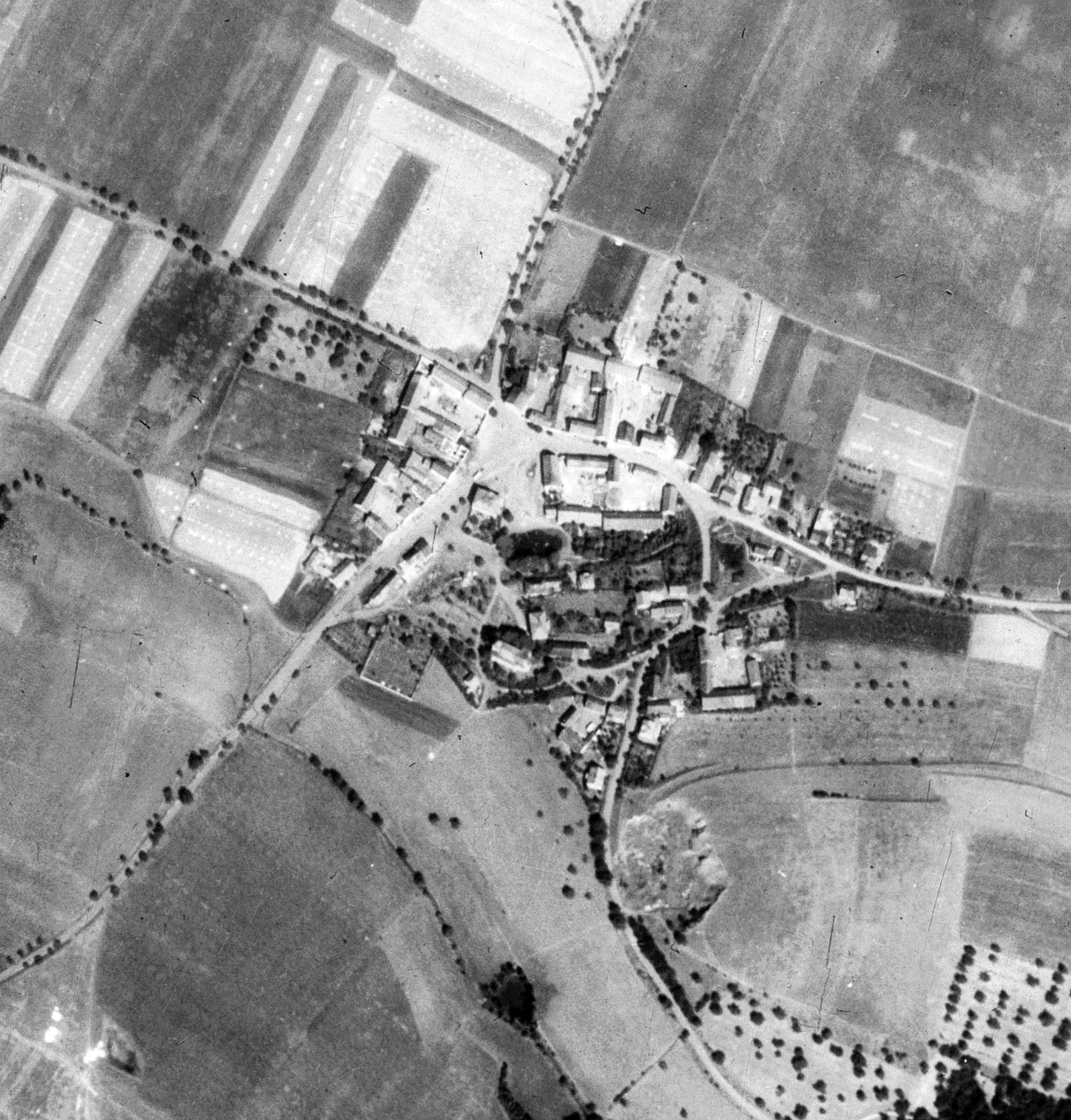
Letecký snímek vesnice z 50. let 20. století

Na začátku druhé světové války v roce 1939 byl v hostinci zřízen zajatecký tábor pro Poláky a později pro francouzské zajatce, kteří pracovali na zdejších statcích. Celkem se v táboře vystřídalo asi osmdesát lidí, ale běžně v něm žilo 24–30 osob. Po válce došlo k vysídlení Němců, čímž se počet obyvatel vesnice snížil přibližně o třetinu z předválečného stavu.
Před svým zánikem vesnice mívala nepravidelnou náves s rybníkem a novorenesanční budovou školy. Stávala v údolí Lužického potoka asi dva kilometry severovýchodně od zástavby z druhé poloviny dvacátého století. Zanikla na počátku sedmdesátých let dvacátého století v důsledku těžby hnědého uhlí v prostoru lomu Nástup – Tušimice. Název vesnice se přenesl na elektrárny Tušimice I a Tušimice II, u kterých byly postaveny rozsáhlé skleníky a několik domů pro zaměstnance elektrárny.

## Přírodní poměry
Nejvyšší teplota vzduchu byla naměřena 13. srpna 2003, kdy dosáhla 37,9 °C. K rekordnímu minimu teplota klesla 29. prosince 1996, kdy dosahovala −21 °C. Sníh zde leží průměrně 34 dnů v roce.
V katastrálním území Tušimic se nachází dvě chráněná území. Na severním břehu nechranické přehrady to je přírodní rezervace Běšický chochol a koryto Ohře mezi Kadaní a vodní nádrží lemuje přírodní památka Želinský meandr. Na odkaliště tušimické elektrárny, severozápadně až severovýchodně od Běšického chocholu, roste silně ohrožený slanobýl obecný pravý (Salsola tragus subsp. tragus).

## Obyvatelstvo
Při sčítání lidu v roce 1921 zde žilo 320 obyvatel (z toho 166 mužů), z nichž bylo dvacet Čechoslováků a 300 Němců. Kromě jednoho člověka bez vyznání byli římskými katolíky. Podle sčítání lidu z roku 1930 měla vesnice 310 obyvatel: 39 Čechoslováků a 271 Němců. S výjimkou devíti evangelíků, jednoho člena církve československé a deseti lidí bez vyznání se hlásili k římskokatolické církvi.
|           | 1869 | 1880 | 1890 | 1900 | 1910 | 1921 | 1930 | 1950 | 1961 | 1970 | 1980 | 1991 | 2001 | 2011 | 2021 |
| --------- | ---- | ---- | ---- | ---- | ---- | ---- | ---- | ---- | ---- | ---- | ---- | ---- | ---- | ---- | ---- |
| Obyvatelé | 186  | 282  | 281  | 295  | 272  | 320  | 310  | 149  | 188  | 90   | .    | 111  | 110  | 142  | 351  |
| Domy      | 29   | 42   | 40   | 46   | 44   | 45   | 54   | 43   | 92   | 26   | .    | 6    | 6    | 9    | 36   |

## Obecní správa
Po zrušení poddanství se Tušimice roku 1850 staly samostatnou obcí. Roku 1953 se částí obce stala Lužice a v roce 1960 Prahly, Milžany, Vrchnice a Přezetice. Po zániku vsi bylo její katastrální území připojeno ke Kadani. Úředně vesnice zanikla 4. února 1972 a jako část obce Kadaň byly Tušimice obnoveny od 1. dubna 1999.

## Pamětihodnosti
Dominantou vesnice byl empírový kostel svatého Michaela archanděla z roku 1823 zbořený v roce 1972. Před ním stála barokní socha svatého Jana Nepomuckého z let 1723–1724 od J. K. Vettera, která byla po zániku vesnice přesunuta do kostela svatého Václava ve Vysočanech a odtud přemístěna pod kostel svatého Václava ve Strupčicích.